# Pablo Genovés
Pablo Genovés (Madrid, 1959) es un fotógrafo español que usa técnicas fotográfico-digitales y pictóricas. En sus inicios pintaba directamente sobre las fotografías, agregando abundantes colores; posteriormente cambió su criterio al blanco y negro con muy esporádicos agregados de colores.
Su obra indaga en los conceptos de memoria, pasado y realidad, su combinación de fotografía y pintura dotan a sus imágenes de un carácter propio. En esta mezcla de lenguajes, busca mostrar los pros y los contras de la existencia humana.
Algunas de sus series fotográficas muestran lujosos espacios arquitectónicos (palacios, bibliotecas, teatros) bajo los efectos de las fuerzas de la Naturaleza. Estas fotografías están compuestas por otras anteriores, anónimas, que el artista encontró en mercadillos callejeros y que manipuló digitalmente.

## Premios y reconocimientos
- Mención de Honor Premio Especial Fundació Miró en Palma. "Pilar Juncosa y Sotheby's" 1996